# 財政部高雄國稅局
財政部高雄國稅局為中華民國財政部在高雄市設置的稅務機構，服務項目有綜合所得稅、營利事業所得稅、營業稅、遺產及贈與稅、貨物稅、菸酒稅、證券交易稅、稅務行政、期貨交易稅。原稱高雄市國稅局，因2010年12月25日高雄市縣合併，2011年元旦起原高雄縣轄區改劃入本局，並於2013年更為今名。

## 沿革
- 1979年7月1日，因高雄市升格為直轄市，而設立「財政部高雄市國稅局」。
- 2009年1月1日，升格為一等局。
- 2011年，新增鳳山分局、岡山及旗山稽徵所。
- 2012年，裁撤高雄加工出口區稽徵所及楠梓加工出口區稽徵所。
- 2013年1月1日，更名為「財政部高雄國稅局」。

## 組織
- 局長
  - 副局長
    - 主任秘書

### 部內單位
行政單位
- 監察室
- 秘書室
- 人事室
- 主計室
- 政風室

業務單位
- 綜合規劃科
- 服務科
- 稅務資訊科
- 審查一科
- 審查二科
- 審查三科
- 審查四科
- 徵收科
- 法務一科
- 法務二科

所屬四級機關
- 三民分局：三民區
  - 第一辦公室(營業稅課、營所稅課)：哈爾濱街215號7樓(三民區行政大樓內)
  - 第二辦公室(服務課、綜合所得稅課)：大順二路468號6樓(三民區民眾活動中心內)
- 鳳山分局：鳳山區、大寮區、林園區、大樹區、鳥松區、仁武區、大社區

派出單位
- 新興稽徵所：新興區
- 鹽埕稽徵所：鹽埕區、前金區
- 苓雅稽徵所：苓雅區
- 鼓山稽徵所：鼓山區、旗津區
- 楠梓稽徵所：楠梓區
  - 加工出口區服務處(原楠梓加工出口區稽徵所)
- 前鎮稽徵所：前鎮區
  - 高雄加工出口區服務處(原高雄加工出口區稽徵所)
- 小港稽徵所：小港區
- 左營稽徵所：左營區
- 岡山稽徵所：岡山區、橋頭區、燕巢區、田寮區、阿蓮區、路竹區、湖內區、茄萣區、永安區、彌陀區、梓官區
- 旗山稽徵所：旗山區、美濃區、內門區、杉林區、六龜區、甲仙區、那瑪夏區、桃源區、茂林區

## 外部連結
- 財政部高雄國稅局 （页面存档备份，存于）（繁體中文）（英文）